# Anthaxia fritschi
Anthaxia fritschi es una especie de escarabajo del género Anthaxia, familia Buprestidae. Fue descrita científicamente por Heyden en 1887.